# Marius Peiris
Vincent Marius Joseph Peiris (ur. 11 października 1941 w Moratuwa, zm. 13 maja 2024 w Kolombo) – lankijski duchowny katolicki, biskup pomocniczy archidiecezji Kolombo w latach 2001-2018, biskup senior archidiecezji Kolombo w latach 2018-2024.  

## Życiorys
Święcenia kapłańskie przyjął 25 stycznia 1972. W latach 1973–1975 był wicerektorem seminarium duchownego w Ampitiya. W 1976 rozpoczął studia z nauk politycznych na Uniwersytecie Londyńskim, ukończone trzy lata później z tytułem doktora. Po powrocie do kraju ponownie został profesorem w Ampitiya, gdzie pracował do 1989. Następnie został mianowany proboszczem w Halpe (1989-1992) oraz w Dehiwela (1992-1995). W latach 1995–1998 był wikariuszem generalnym archidiecezji Kolombo, a następnie aż do sakry biskupiej rektorem seminarium w Ampitiya.

### Episkopat
16 listopada 2000 został mianowany przez papieża Jana Pawła II biskupem pomocniczym archidiecezji Kolombo, ze stolicą tytularną Tacarata. Sakry biskupiej udzielił mu 3 lutego 2001 ówczesny ordynariusz tejże archidiecezji, abp Nicholas Marcus Fernando.